# Tech 1 Racing
Tech 1 Racing è una scuderia automobilistica francese con sede a Tolosa, Francia. Attualmente corre nella World Series by Renault, nell'Eurocup Formula Renault 2.0 e in Formula Renault 2.0 Alps.

## Storia

### Formula Renault 2.0 francese
Il team fu fondato nel 2000 in Francia dal pilota automobilistico Simon Abadie. Prese parte alla Formula Renault 2.0 francese nello stesso anno, con Abadie che concluse 2º in classifica. Ottenne ugual risultato nel 2003, prima di abbandonare il campionato nel 2005.

### Eurocup Mégane Trophy
Nel 2005, Tech 1 corse nel nuovo campionato Eurocup Mégane Trophy, con Matthieu Lahaye e Simon Abadie che conclusero 9° e 10° rispettivamente in campionato. L'anno successivo concluse 2º nel campionato piloti con Lahaye e vinse il campionato costruttori, il primo di tre consecutivi. Nel 2007, fu al top con entrambi i piloti, con il portoghese Pedro Petiz che arrivò davanti al compagno Dimitri Enjalbert.

### World Series by Renault
Il 2006 vide la Tech 1 Racing correre in World Series by Renault con i piloti Jérôme d'Ambrosio e Ryo Fukuda. Tech 1 acquisì i dipendenti e le strutture della SG Formula. Dopo una prima parte di stagione costante, il team concluse 12°, con Fukuda che ottenne come miglior risultato, a Donington Park e a Le Mans, il 4º posto.
Nel 2007, la squadra schierò il campione uscente di Formula 3 britannica Álvaro Parente e il francese Julien Jousse. Parente fece sue due gare durante la stagione (a Monte Carlo e a Spa-Francorchamps), per poi vincere il titolo davanti a Ben Hanley, mentre Jousse finì 10°. Tech 1 si assicurò il campionato a squadre, davanti alla Draco Racing e alla Carlin.
Jousse restò nel team anche nel 2008, quando fu raggiunto da Charles Pic. Dopo essere salito sei volte sul podio, una delle quali sul gradino più alto a Barcellona, Jousse concluse 2° in campionato dietro a Giedo van der Garde, mentre Pic vinse a Monaco e Le Mans, classificandosi 6º. Il team vinse il titolo per la seconda volta consecutiva.
Con la coppia Daniel Ricciardo-Brendon Hartley all'inizio della stagione (quest'ultimo fu poi rimpiazzato dal campione 2010 della Formula 3 britannica Jean-Éric Vergne), Tech 1 si assicurò il terzo titolo in quattro anni.

## Risultati

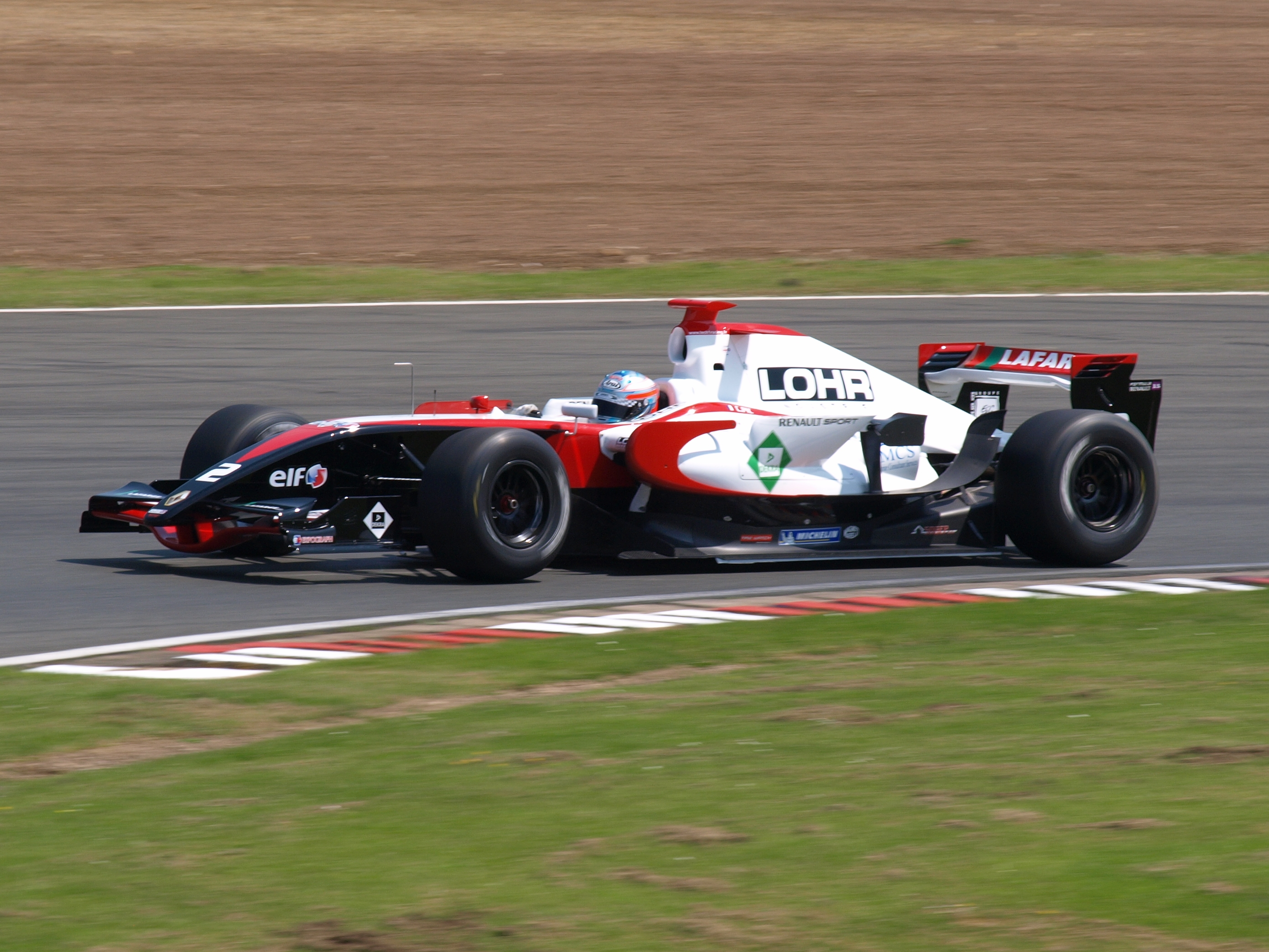
Charles Pic nel 2008

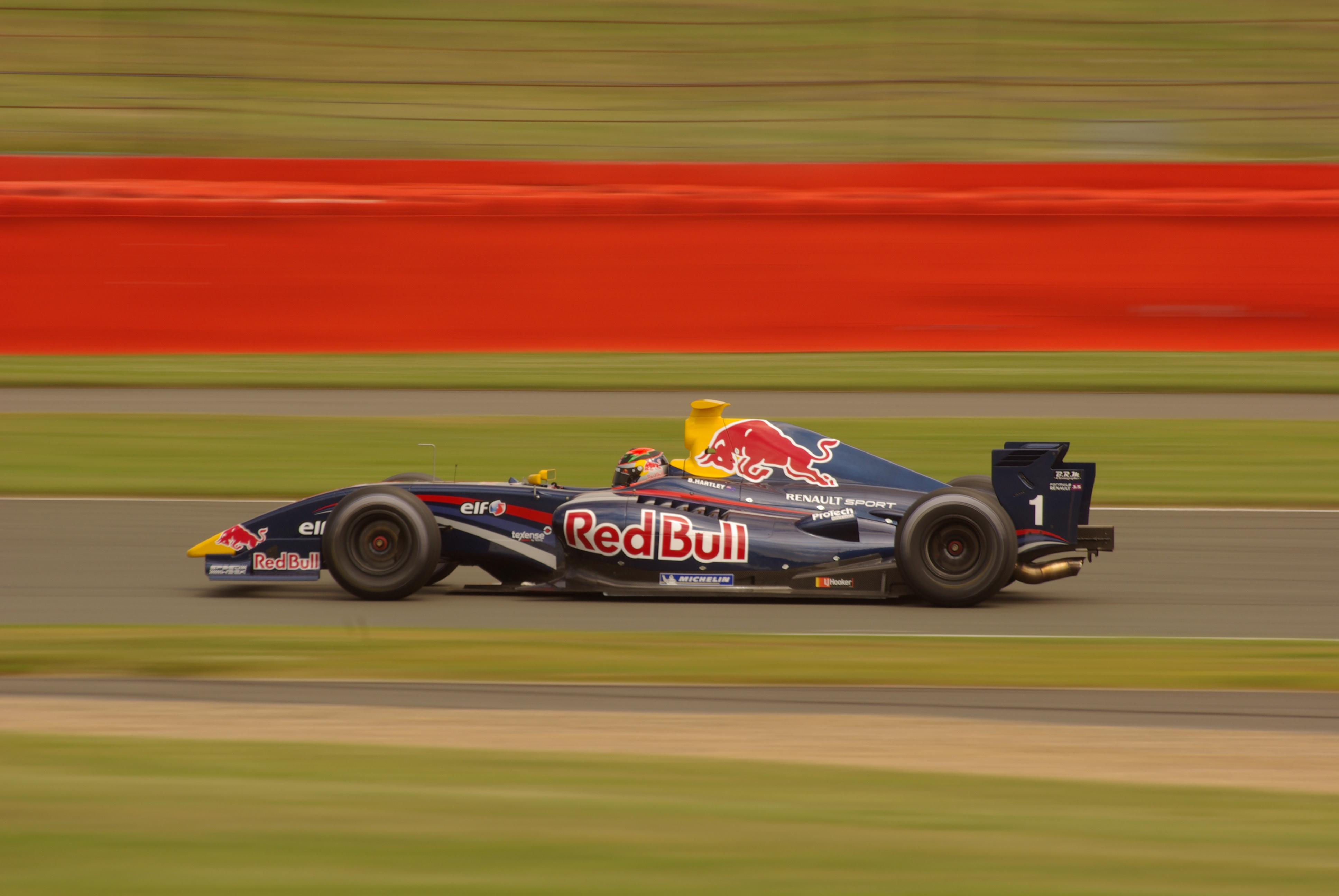
Brendon Hartley en 2009

### Formula Renault 3.5
| Anno | Auto            | Piloti           | Gare | Vittorie | Pole | Gpv | Punti | P.P. | P.T. |
| ---- | --------------- | ---------------- | ---- | -------- | ---- | --- | ----- | ---- | ---- |
| 2010 | Dallara-Renault | Daniel Ricciardo | 18   | 4        | 8    | 5   | 136   | 2°   | 1º   |
| 2010 | Dallara-Renault | Jean-Éric Vergne | 6    | 1        | 0    | 0   | 53    | 8°   | 1º   |

### Risultati in GP3 Series
| Anno | Auto            | Piloti            | Gare | Vittorie | Pole | Gpv | Punti | P.P. | P.T. |
| ---- | --------------- | ----------------- | ---- | -------- | ---- | --- | ----- | ---- | ---- |
| 2010 | Dallara-Renault | Doru Sechelariu   | 16   | 0        | 0    | 0   | 0     | 29°  | 6°   |
| 2010 | Dallara-Renault | Daniel Juncadella | 10   | 0        | 0    | 0   | 10    | 14°  | 6°   |
| 2010 | Dallara-Renault | Stefano Coletti   | 14   | 0        | 0    | 0   | 18    | 9°   | 6°   |
| 2010 | Dallara-Renault | Jean-Éric Vergne  | 4    | 0        | 0    | 0   | 9     | 17°  | 6°   |
| 2010 | Dallara-Renault | Jim Pla           | 2    | 0        | 0    | 0   | 0     | 36°  | 6°   |
| 2011 | Dallara-Renault | Aaro Vainio       | 8    | 0        | 0    | 0   | 6     | 17°  | 4°   |
| 2011 | Dallara-Renault | Andrea Caldarelli | 4    | 0        | 0    | 2   | 20    | 5°   | 4°   |
| 2011 | Dallara-Renault | Thomas Hylkema    | 4    | 0        | 0    | 0   | 0     | 31°  | 4°   |
| 2011 | Dallara-Renault | Tamás Pál Kiss    | 8    | 1        | 0    | 0   | 7     | 13°  | 4°   |